# Bram Stoker Award para Melhor Romance
O Bram Stoker Award para Melhor Romance é um prêmio concedido pela Horror Writers Association (HWA) por "feitos superiores" na escrita de romances do gênero de terror.

## Vencedores e indicados
A seguir estão os vencedores e finalistas de cada ano desde a criação do prêmio. Os finalistas (indicados) são listados sob o(s) vencedor(es) de cada ano, respectivamente.
| Ano  | Agraciado                         | Título da Obra                        | Resultado     | Fonte                              |
| ---- | --------------------------------- | ------------------------------------- | ------------- | ---------------------------------- |
| 1987 | Stephen King                      | Misery                                | Co-vencedores |                                    |
| 1987 | Robert R. McCammon                | Swan Song                             | Co-vencedores |                                    |
| 1987 | Ray Garton                        | Live Girls                            | Finalista     | [ 2 ]                              |
| 1987 | Kem Nunn                          | Unassigned Territory                  | Finalista     | [ 2 ]                              |
| 1987 | Chet Williamson                   | Ash Wednesday                         | Finalista     | [ 2 ]                              |
| 1988 | Thomas Harris                     | The Silence of the Lambs              | Vencedor      | [ 3 ]                              |
| 1988 | Robert R. McCammon                | Stinger                               | Finalista     | [ 3 ]                              |
| 1988 | F. Paul Wilson                    | Black Wind                            | Finalista     | [ 3 ]                              |
| 1988 | Joe R. Lansdale                   | The Drive-In                          | Finalista     | [ 3 ]                              |
| 1988 | Anne Rice                         | The Queen of the Damned               | Finalista     | [ 3 ]                              |
| 1988 | Richard Laymon                    | Flesh                                 | Finalista     | [ 3 ]                              |
| 1989 | Dan Simmons                       | Carrion Comfort                       | Vencedor      | [ 4 ]                              |
| 1989 | Katherine Dunn                    | Geek Love                             | Finalista     | [ 4 ]                              |
| 1989 | Charles L. Grant                  | In a Dark Dream                       | Finalista     | [ 4 ]                              |
| 1989 | Dean R. Koontz                    | Midnight                              | Finalista     | [ 4 ]                              |
| 1989 | Robert R. McCammon                | The Wolf's Hour                       | Finalista     | [ 4 ]                              |
| 1990 | Robert R. McCammon                | Mine                                  | Vencedor      | [ 5 ]                              |
| 1990 | Richard Laymon                    | Funland                               | Finalista     | [ 5 ]                              |
| 1990 | Chet Williamson                   | Reign                                 | Finalista     | [ 5 ]                              |
| 1990 | Joe R. Lansdale                   | Savage Season                         | Finalista     | [ 5 ]                              |
| 1991 | Robert R. McCammon                | Boy's Life                            | Vencedor      | [ 6 ]                              |
| 1991 | Thomas M. Disch                   | The M.D.                              | Finalista     | [ 6 ]                              |
| 1991 | Stephen King                      | Needful Things                        | Finalista     | [ 6 ]                              |
| 1991 | Stephen King                      | The Dark Tower III: The Waste Lands   | Finalista     | [ 6 ]                              |
| 1991 | Dan Simmons                       | Summer of Night                       | Finalista     | [ 6 ]                              |
| 1992 | Thomas F. Monteleone              | Blood of the Lamb                     | Vencedor      | [ 7 ]                              |
| 1992 | Matthew Costello                  | Homecoming                            | Finalista     | [ 7 ]                              |
| 1992 | Brian Hodge                       | Deathgrip                             | Finalista     | [ 7 ]                              |
| 1992 | Dean R. Koontz                    | Hideaway                              | Finalista     | [ 7 ]                              |
| 1992 | Dan Simmons                       | Children of the Night                 | Finalista     | [ 7 ]                              |
| 1993 | Peter Straub                      | The Throat                            | Vencedor      | [ 8 ]                              |
| 1993 | Kim Newman                        | Anno Dracula                          | Finalista     | [ 8 ]                              |
| 1993 | Bradley Denton                    | Blackburn                             | Finalista     | [ 8 ]                              |
| 1993 | Poppy Z. Brite                    | Drawing Blood                         | Finalista     | [ 8 ]                              |
| 1993 | Bentley Little                    | The Summoning                         | Finalista     | [ 8 ]                              |
| 1994 | Nancy Holder                      | Dead in the Water                     | Vencedor      | [ 9 ]                              |
| 1994 | Caleb Carr                        | The Alienist                          | Finalista     | [ 9 ]                              |
| 1994 | Jonathan Carroll                  | From the Teeth of Angels              | Finalista     | [ 9 ]                              |
| 1994 | Stephen King                      | Insomnia                              | Finalista     | [ 9 ]                              |
| 1994 | Patrick McCabe                    | The Butcher Boy                       | Finalista     | [ 9 ]                              |
| 1995 | Joyce Carol Oates                 | Zombie                                | Vencedor      | [ 10 ]                             |
| 1995 | Billie Sue Mosiman                | Widow                                 | Finalista     | [ 10 ]                             |
| 1995 | Yvonne Navarro                    | Deadrush                              | Finalista     | [ 10 ]                             |
| 1995 | Alan Rodgers                      | Bone Music                            | Finalista     | [ 10 ]                             |
| 1996 | Stephen King                      | The Green Mile                        | Vencedor      | [ 11 ]                             |
| 1996 | Poppy Z. Brite                    | Exquisite Corpse                      | Finalista     | [ 11 ]                             |
| 1996 | Owl Goingback                     | Crota                                 | Finalista     | [ 11 ]                             |
| 1996 | Peter Straub                      | The Hellfire Club                     | Finalista     | [ 11 ]                             |
| 1997 | Janet Berliner & George Guthridge | Children of the Dusk                  | Vencedor      | [ 12 ]                             |
| 1997 | Stephen Dobyns                    | The Church of Dead Girls              | Finalista     | [ 12 ]                             |
| 1997 | Tananarive Due                    | My Soul to Keep                       | Finalista     | [ 12 ]                             |
| 1997 | Tim Powers                        | Earthquake Weather                    | Finalista     | [ 12 ]                             |
| 1998 | Stephen King                      | Bag of Bones                          | Vencedor      | [ 13 ]                             |
| 1998 | Dean R. Koontz                    | Fear Nothing                          | Finalista     | [ 13 ]                             |
| 1998 | S. P. Somtow                      | Darker Angels                         | Finalista     | [ 13 ]                             |
| 1998 | Thomas Tessier                    | Fog Heart                             | Finalista     | [ 13 ]                             |
| 1999 | Peter Straub                      | Mr. X                                 | Vencedor      | [ 14 ]                             |
| 1999 | Owl Goingback                     | Darker than Night                     | Finalista     | [ 14 ]                             |
| 1999 | Thomas Harris                     | Hannibal                              | Finalista     | [ 14 ]                             |
| 1999 | Stephen King                      | Low Men in Yellow Coats               | Finalista     | [ 14 ]                             |
| 1999 | Tom Piccirilli                    | Hexes                                 | Finalista     | [ 14 ]                             |
| 2000 | Richard Laymon                    | The Traveling Vampire Show            | Vencedor      | [ 15 ]                             |
| 2000 | Gary A. Braunbeck                 | The Indifference of Heaven            | Finalista     | [ 15 ]                             |
| 2000 | Ramsey Campbell                   | Silent Children                       | Finalista     | [ 15 ]                             |
| 2000 | Brian A. Hopkins                  | The Licking Valley Coon Hunters Club  | Finalista     | [ 15 ]                             |
| 2000 | Tom Piccirilli                    | The Deceased                          | Finalista     | [ 15 ]                             |
| 2001 | Neil Gaiman                       | American Gods                         | Vencedor      | [ 16 ]                             |
| 2001 | Ray Bradbury                      | From the Dust Returned                | Finalista     | [ 16 ]                             |
| 2001 | Jack Ketchum                      | The Lost                              | Finalista     | [ 16 ]                             |
| 2001 | Stephen King & Peter Straub       | Black House                           | Finalista     | [ 16 ]                             |
| 2002 | Tom Piccirilli                    | The Night Class                       | Vencedor      | [ 17 ]                             |
| 2002 | Douglas Clegg                     | The Hour Before Dark                  | Finalista     | [ 17 ]                             |
| 2002 | Stephen King                      | From a Buick 8                        | Finalista     | [ 17 ]                             |
| 2002 | Chuck Palahniuk                   | Lullaby                               | Finalista     | [ 17 ]                             |
| 2002 | Alice Sebold                      | The Lovely Bones                      | Finalista     | [ 17 ]                             |
| 2003 | Peter Straub                      | Lost Boy, Lost Girl                   | Vencedor      | [ 18 ]                             |
| 2003 | Stephen King                      | The Dark Tower V: Wolves of the Calla | Finalista     | [ 18 ]                             |
| 2003 | James A. Moore                    | Serenity Falls                        | Finalista     | [ 18 ]                             |
| 2003 | Stewart O'Nan                     | The Night Country                     | Finalista     | [ 18 ]                             |
| 2003 | Tom Piccirilli                    | A Choir of Ill Children               | Finalista     | [ 18 ]                             |
| 2004 | Peter Straub                      | In the Night Room                     | Vencedor      | [ 19 ]                             |
| 2004 | P. D. Cacek                       | The Wind Caller                       | Finalista     | [ 19 ]                             |
| 2004 | Stephen King                      | The Dark Tower VII: The Dark Tower    | Finalista     | [ 19 ]                             |
| 2004 | Michael Laimo                     | Deep in the Darkness                  | Finalista     | [ 19 ]                             |
| 2005 | David Morrell                     | Creepers                              | Co-winners    | [ 20 ]                             |
| 2005 | Charlee Jacob                     | Dread in the Beast                    | Co-winners    | [ 20 ]                             |
| 2005 | Gary A. Braunbeck                 | Keepers                               | Finalista     | [ 20 ]                             |
| 2005 | Tom Piccirilli                    | November Mourns                       | Finalista     | [ 20 ]                             |
| 2006 | Stephen King                      | Lisey's Story                         | Vencedor      | [ 21 ]                             |
| 2006 | Tom Piccirilli                    | Headstone City                        | Finalista     | [ 21 ]                             |
| 2006 | Jonathan Maberry                  | Ghost Road Blues                      | Finalista     | [ 21 ]                             |
| 2006 | Jeff Strand                       | Pressure                              | Finalista     | [ 21 ]                             |
| 2006 | Gary A. Braunbeck                 | Prodigal Blues                        | Finalista     | [ 21 ]                             |
| 2007 | Sarah Langan                      | The Missing                           | Vencedor      | [ 22 ]                             |
| 2007 | Bruce Boston                      | The Guardener's Tale                  | Finalista     | [ 22 ]                             |
| 2007 | Joe Hill                          | Heart-Shaped Box                      | Finalista     | [ 22 ]                             |
| 2007 | Erika Mailman                     | The Witch's Trinity                   | Finalista     | [ 22 ]                             |
| 2007 | Dan Simmons                       | The Terror                            | Finalista     | [ 22 ]                             |
| 2008 | Stephen King                      | Duma Key                              | Vencedor      | [ 23 ]                             |
| 2008 | Gary A. Braunbeck                 | Coffin County                         | Finalista     | [ 23 ]                             |
| 2008 | Nate Kenyon                       | The Reach                             | Finalista     | [ 23 ]                             |
| 2008 | Gregory Lamberson                 | Johnny Gruesome                       | Finalista     | [ 23 ]                             |
| 2009 | Sarah Langan                      | Audrey's Door                         | Vencedor      | [ 24 ]                             |
| 2009 | Jonathan Maberry                  | Patient Zero                          | Finalista     | [ 24 ]                             |
| 2009 | Joe McKinney                      | Quarantined                           | Finalista     | [ 24 ]                             |
| 2009 | Jeremy Shipp                      | Cursed                                | Finalista     | [ 24 ]                             |
| 2010 | Peter Straub                      | A Dark Matter                         | Vencedor      | [ 25 ]                             |
| 2010 | Joe Hill                          | Horns                                 | Finalista     | [ 25 ]                             |
| 2010 | Jonathan Maberry                  | Rot & Ruin                            | Finalista     | [ 25 ]                             |
| 2010 | Linda Watanabe McFerrin           | Dead Love                             | Finalista     | [ 25 ]                             |
| 2010 | Joe McKinney                      | Apocalypse of the Dead                | Finalista     | [ 25 ]                             |
| 2010 | Jeff Strand                       | Dweller                               | Finalista     | [ 25 ]                             |
| 2011 | Joe McKinney                      | Flesh Eaters                          | Vencedor      | [ 26 ] [ 27 ] [ 28 ] [ 29 ]        |
| 2011 | Christopher Conlon                | A Matrix Of Angels                    | Finalista     | [ 26 ] [ 27 ] [ 28 ]               |
| 2011 | Gregory Lamberson                 | Cosmic Forces                         | Finalista     | [ 26 ] [ 27 ] [ 28 ]               |
| 2011 | Ronald Malfi                      | Floating Staircase                    | Finalista     | [ 26 ] [ 27 ] [ 28 ]               |
| 2011 | Gene O'Neill                      | Not Fade Away                         | Finalista     | [ 26 ] [ 27 ] [ 28 ]               |
| 2011 | Lee Thomas                        | The German                            | Finalista     | [ 26 ] [ 27 ] [ 28 ]               |
| 2012 | Caitlin R. Kiernan                | The Drowning Girl                     | Vencedor      | [ 30 ] [ 31 ] [ 32 ]               |
| 2012 | Lee Thomas                        | The German                            | Finalista     | [ 30 ] [ 31 ] [ 32 ]               |
| 2012 | Benjamin Kane Ethridge            | Bottled Abyss                         | Finalista     | [ 30 ] [ 31 ] [ 32 ]               |
| 2012 | John Everson                      | Nightwhere                            | Finalista     | [ 30 ] [ 31 ] [ 32 ]               |
| 2012 | Joe McKinney                      | Inheritance                           | Finalista     | [ 30 ] [ 31 ] [ 32 ]               |
| 2012 | Bentley Little                    | The Haunted                           | Finalista     | [ 30 ] [ 31 ] [ 32 ]               |
| 2013 | Stephen King                      | Doctor Sleep                          | Vencedor      | [ 33 ] [ 34 ]                      |
| 2013 | Joe Hill                          | NOS4A2                                | Finalista     | [ 33 ] [ 34 ]                      |
| 2013 | Lisa Morton                       | Malediction                           | Finalista     | [ 33 ] [ 34 ]                      |
| 2013 | Sarah Pinborough & F. Paul Wilson | A Necessary End                       | Finalista     | [ 33 ] [ 34 ]                      |
| 2013 | Christopher Rice                  | The Heavens Rise                      | Finalista     | [ 33 ] [ 34 ]                      |
| 2014 | Steve Rasnic Tem                  | Blood Kin                             | Vencedor      | [ 35 ] [ 36 ] [ 37 ]               |
| 2014 | Craig DiLouie                     | Suffer the Children                   | Finalista     | [ 35 ] [ 36 ] [ 37 ]               |
| 2014 | Patrick Freivald                  | Jade Sky                              | Finalista     | [ 35 ] [ 36 ] [ 37 ]               |
| 2014 | Chuck Palahniuk                   | Beautiful You                         | Finalista     | [ 35 ] [ 36 ] [ 37 ]               |
| 2014 | Christopher Rice                  | The Vines                             | Finalista     | [ 35 ] [ 36 ] [ 37 ]               |
| 2015 | Paul G. Tremblay                  | A Head Full of Ghosts                 | Vencedor      | [ 38 ] [ 39 ]                      |
| 2015 | Clive Barker                      | The Scarlet Gospels                   | Finalista     | [ 38 ] [ 39 ]                      |
| 2015 | Michaelbrent Collings             | The Deep                              | Finalista     | [ 38 ] [ 39 ]                      |
| 2015 | JG Faherty                        | The Cure                              | Finalista     | [ 38 ] [ 39 ]                      |
| 2015 | Patrick Freivald                  | Black Tide                            | Finalista     | [ 38 ] [ 39 ]                      |
| 2016 | John Langan                       | The Fisherman                         | Vencedor      | [ 40 ]                             |
| 2016 | Elizabeth Hand                    | Hard Light                            | Finalista     | [ 40 ]                             |
| 2016 | Stephen Graham Jones              | Mongrels                              | Finalista     | [ 40 ]                             |
| 2016 | Bracken MacLeod                   | Stranded                              | Finalista     | [ 40 ]                             |
| 2016 | Paul G. Tremblay                  | Disappearance at Devil's Rock         | Finalista     | [ 40 ]                             |
| 2017 | Christopher Golden                | Ararat                                | Vencedor      | [ 41 ] [ 42 ] [ 43 ] [ 44 ] [ 45 ] |
| 2017 | Stephen King & Owen King          | Sleeping Beauties                     | Finalista     | [ 41 ] [ 42 ] [ 43 ] [ 44 ] [ 45 ] |
| 2017 | Josh Malerman                     | Black Mad Wheel                       | Finalista     | [ 41 ] [ 42 ] [ 43 ] [ 44 ] [ 45 ] |
| 2017 | S. P. Miskowski                   | I Wish I Was Like You                 | Finalista     | [ 41 ] [ 42 ] [ 43 ] [ 44 ] [ 45 ] |
| 2017 | Steve Rasnic Tem                  | Ubo                                   | Finalista     | [ 41 ] [ 42 ] [ 43 ] [ 44 ] [ 45 ] |
| 2018 | Paul G. Tremblay                  | The Cabin at the End of the World     | Vencedor      | [ 46 ] [ 47 ] [ 48 ] [ 49 ]        |
| 2018 | J. D. Barker & Dacre Stoker       | Dracul                                | Finalista     | [ 46 ] [ 47 ] [ 48 ] [ 49 ]        |
| 2018 | Alma Katsu                        | The Hunger                            | Finalista     | [ 46 ] [ 47 ] [ 48 ] [ 49 ]        |
| 2018 | Jonathan Maberry                  | Glimpse                               | Finalista     | [ 46 ] [ 47 ] [ 48 ] [ 49 ]        |
| 2018 | Josh Malerman                     | Unbury Carol                          | Finalista     | [ 46 ] [ 47 ] [ 48 ] [ 49 ]        |
| 2019 | Owl Goingback                     | Coyote Rage                           | Vencedor      | [ 50 ] [ 51 ] [ 52 ]               |
| 2019 | Josh Malerman                     | Inspection                            | Finalista     | [ 50 ] [ 51 ] [ 52 ]               |
| 2019 | S. P. Miskowski                   | The Worst Is Yet to Come              | Finalista     | [ 50 ] [ 51 ] [ 52 ]               |
| 2019 | Lee Murray                        | Into the Ashes                        | Finalista     | [ 50 ] [ 51 ] [ 52 ]               |
| 2019 | Chuck Wendig                      | Wanderers                             | Finalista     | [ 50 ] [ 51 ] [ 52 ]               |
| 2020 | Stephen Graham Jones              | The Only Good Indians                 | Vencedor      | [ 53 ] [ 54 ] [ 55 ]               |
| 2020 | Alma Katsu                        | The Deep                              | Finalista     | [ 53 ] [ 54 ] [ 55 ]               |
| 2020 | Todd Keisling                     | Devil's Creek                         | Finalista     | [ 53 ] [ 54 ] [ 55 ]               |
| 2020 | Josh Malerman                     | Malorie                               | Finalista     | [ 53 ] [ 54 ] [ 55 ]               |
| 2020 | Silvia Moreno-Garcia              | Mexican Gothic                        | Finalista     | [ 53 ] [ 54 ] [ 55 ]               |
| 2021 | Stephen Graham Jones              | My Heart is a Chainsaw                | Vencedor      | [ 56 ] [ 57 ] [ 58 ] [ 59 ]        |
| 2021 | V. Castro                         | The Queen of the Cicadas              | Finalista     | [ 56 ] [ 57 ] [ 58 ] [ 59 ]        |
| 2021 | Grady Hendrix                     | The Final Girl Support Group          | Finalista     | [ 56 ] [ 57 ] [ 58 ] [ 59 ]        |
| 2021 | Cynthia Pelayo                    | Children of Chicago                   | Finalista     | [ 56 ] [ 57 ] [ 58 ] [ 59 ]        |
| 2021 | Chuck Wendig                      | The Book of Accidents                 | Finalista     | [ 56 ] [ 57 ] [ 58 ] [ 59 ]        |
| 2022 | Gabino Iglesias                   | The Devil Takes You Home              | Vencedor      | [ 60 ]                             |
| 2022 | Alma Katsu                        | The Fervor                            | Finalista     | [ 61 ] [ 62 ]                      |
| 2022 | Gwendolyn Kiste                   | Reluctant Immortals                   | Finalista     | [ 61 ] [ 62 ]                      |
| 2022 | Josh Malerman                     | Daphne                                | Finalista     | [ 61 ] [ 62 ]                      |
| 2022 | Catriona Ward                     | Sundial                               | Finalista     | [ 61 ] [ 62 ]                      |

## Multiplas vitórias
Ordenados primeiro por número de vitórias e depois por ordem alfabética.
- Stephen King (6)
- Pedro Straub (5)
- Robert R. McCammon (3)
- Stephen Graham Jones (2)
- Sarah Langan (2)
- Paul Tremblay (2)

## Multiplas indicações
Ordenados primeiro por número de indicações, depois por pelo menos uma vitória e, finalmente, por ordem alfabética.
O símbolo † indica que o escritor também ganhou o prêmio em exatamente uma ocasião (atualizado até o Bram Stoker Awards de 2021).
- Stephen King (15)
- Peter Straub (7)
- Tom Piccirilli (6)†
- Robert R. McCammon (5)
- Joe McKinney (4)†
- Dan Simmons (4)†
- Gary A. Braunbeck (4)
- Jonathan Maberry (4)
- Owl Goingback (3)†
- Stephen Graham Jones (3)
- Richard Laymon (3)†
- Joe Hill (3)
- Dean R. Koontz (3)
- Josh Malerman (3)
- Paul Tremblay (3)
- Thomas Harris (2)†
- Steve Rasnic Tem (2)†
- Poppy Z. Brite (2)
- Patrick Freivald (2)
- Gregory Lamberson (2)
- Sarah Langan (2)
- Joe R. Lansdale (2)
- Bentley Little (2)
- S. P. Miskowski (2)
- Chuck Palahniuk (2)
- Christopher Rice (2)
- Jeff Strand (2)
- Lee Thomas (2)
- Chet Williamson (2)
- F. Paul Wilson (2)